# Saeftingepolder
De Saeftingepolder is een polder die zich bevindt nabij Nieuw-Namen. De polder ligt voor het grootste deel op Nederlands grondgebied; een kleiner deel is Belgisch.
De polder werd ingedijkt door de zogeheten Compagnie Blémont, waarin een aantal Gentse notabelen samenwerkten. Deze hadden van het toenmalige Napoleontische bewind toestemming gekregen om alle schorren vanaf de Braakman tot nabij Antwerpen in te polderen.
De inpoldering kwam in 1805 gereed en besloeg een gebied van 286 ha, waarvan 18 ha op Belgisch gebied ligt. Begin 20e eeuw was de polder eigendom van de Hertogen van Arenberg, en vanaf ongeveer 1935 berust het eigendom bij de Haagse Administratie en Beleggingsmaatschappij "Den Eik".
Burghpolder · Clinge- en Kieldrechtpolders · Clingepolder · Dullaertpolder · Eekenissepolder · Graauwsche Polders · Havenpolder · Hertogin Hedwigepolder · Hoof- en Molenpolder · Hooglandpolder · Kieldrechtpolders · Kievitpolder · Kleine Molenpolder · Koningin Emmapolder · Langendampolder · Louisapolder · Mariapolder (Hulst) · Melopolder · Mispadpolder · Molenpolder (Hulst) · Nijspolder · Noordhofpolder · Oude Graauwpolder · Oudelandpolder · Polders tussen Lamswaarde en Hulst · Polders van Hontenisse en Ossenisse · Saaftingepolders · Saeftingepolder · Ser-Pauluspolder · Stoofpolder · Van Alsteinpolder · Vitshoek · Willem-Hendrikspolder · Zandpolder · Zoutepolder